# 리드케이훼어스
리드케이훼어스는 유한회사로서 2014년 9월에 설립된 전시전문주최사이다.
Reed Exhibitions(영)과 한국의 케이훼어스(주)가 설립한 합작법인이다. 2014년 Reed Exhibitions의 이사회에서는 한국내 전시주최사와 합작법인을 설립하기로 결정하고, 케이훼어스와 협의하여 합작법인을 설립하기로 결정하고 케이훼어스내의 KORMARINE(국제조선 및 해양산업전)팀이 리드케이훼어스 전시팀의 모태가 된다.
대표이사는 Reed Exhibitions의 당시 아시아태평양사장이자 현재 아시아태평양 회장을 엮임하고 있는 Paul Beh와 케이훼어스의 홍성권 대표가 공동대표를 맡고 있으며 2015년 케이훼어스의 홈테이블데코페어와 EMK(국제전자제조산업전)를 인수합병한다.
2017년 서울메쎄의 뷰티엑스포전시회를 공동주최하기로 결정하고, 2018년부터 인터챰뷰티엑스포로 전시명을 변경하였다. 2018년 WORKBOAT KOREA(국제중소조선 및 워크보트전)을 신규 런칭하였다. 창립 4년만인 2018년 매출 130억원을 달성하는 등 짧은 기간안에 동종업계 최고수준으로 성장하였다.
대표 전시회로 KORMARINE(국제조선 및 해양산업전), HOME TABLE DECO FAIR(홈테이블데코페어), EMK(전자제조산업전), WORKBOAT KOREA(워크보트코리아)를 포함한 KOREA OCEAN EXPO(국제해양안전대전),인터참뷰티엑스포가 있다.